# La casa dei fiamminghi
La casa dei fiamminghi (titolo originale francese Chez les Flamands), pubblicato in Italia anche coi titoli Maigret nella casa dei Fiamminghi e Maigret e la casa dei Fiamminghi, è un romanzo poliziesco di Georges Simenon con protagonista il commissario Maigret, il quattordicesimo della serie dedicata al celebre ispettore di polizia.
Simenon lo scrisse nella villa di Les Roches Grises, a Cap d'Antibes, tra il gennaio e il febbraio 1932. Il libro fu pubblicato in Francia dall'editore Fayard a marzo.

## Trama

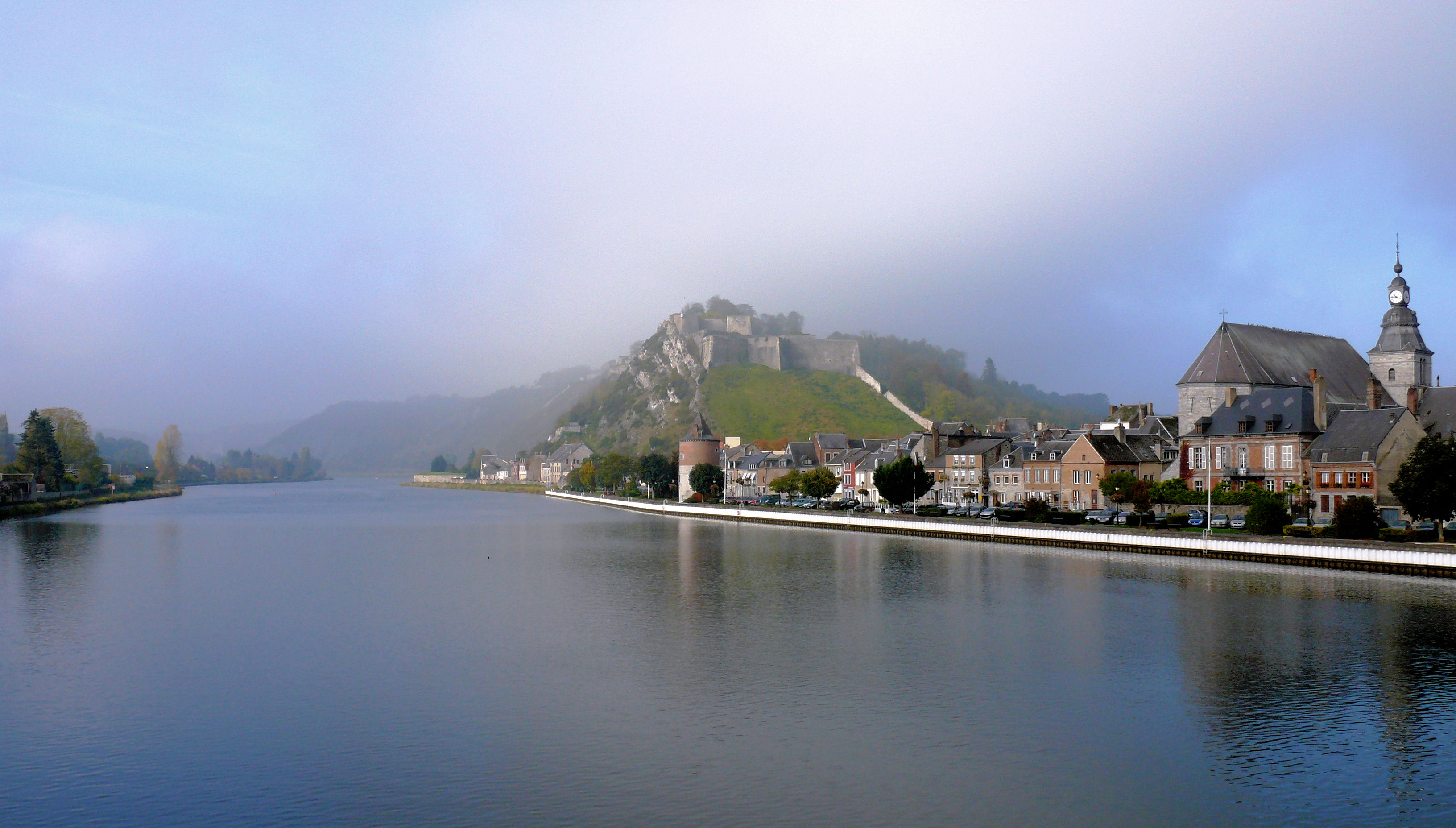
Givet

A Givet, un paesino francese al confine col Belgio, i Peeters hanno una drogheria a fianco del fiume Mosa, e lì vengono a bere i marinai di passaggio. Essi sono borghesi benestanti e fieri di esserlo, ma sono malvisti. Il padre di 80 anni e la madre di 60 hanno tre figli: Maria (28 anni), insegnante a Namur presso un convento di Orsoline, Anna (26 anni), che si occupa della drogheria di famiglia, e Joseph (25 anni), studente di diritto a Nancy.
Tutti in paese li accusano di aver fatto sparire Germaine Piedboeuf, la povera figlia di un guardiano di notte, che è stata l'amante di Joseph, il figlio dei Peeters, dal quale ha avuto da poco un figlio. Scomparsa la sera del 3 gennaio, dopo essersi recata presso l'abitazione-bottega della famiglia Peeters, era andata a chiedere il pagamento della somma mensile per il mantenimento del bambino e a capire le intenzioni del giovane circa un possibile matrimonio riparatore, finora negato.
La scomparsa dalla ragazza induce la famiglia Piedboeuf e gli abitanti del paesino ad accusare i Peeters della scomparsa o addirittura dell'omicidio della giovane. Il movente dei Peeters sarebbe stato quello di placare le pretese della giovane Germaine, che ostacolavano il matrimonio da lungo tempo combinato tra Joseph e la cugina Marguerite Van de Weert, figlia del medico condotto.
Il clima di sospetti intorno ai Peeters induce Anna Peeters a rivolgersi – tramite un cugino della signora Maigret – al commissario, che in questa inchiesta interviene a titolo puramente privato per provare la loro innocenza. Le sue prime ricerche non conducono a niente: Maigret, in trasferta non ufficiale, si trova nuovamente immerso in un clima simile a quello percepito a Delfzijl nella sua prima avventura nei Paesi Bassi.
La sua presenza in paese è vista dagli abitanti con sospetto e astio, come quella di un estraneo alla comunità (“il poliziotto di Parigi”) venuto a difendere e togliere dai guai altri estranei (i Peeters, fiamminghi). Oltre ai rancori specifici della vicenda, l'affare viene inasprito ulteriormente da attriti e odii di carattere etnico tra la minoranza fiamminga e i francesi, e di natura sociale tra benestanti (i Peeters) e operai (i Piedboeuf).
Maigret comincia a conoscere meglio i Peeters. Rimane colpito dalla venerazione che la famiglia, sia i Peeters sia Marguerite, nutre verso Joseph. Il commissario va scoprendo anche la forte personalità di Anna, che non concede nulla alle passioni e mantiene sempre l'autocontrollo. Questa freddezza sconfina in odio verso il genere maschile: scaturito dopo un'occasionale, ma intensa, relazione di Anna col fratello di Germaine Piedboeuf, Gérard, che l'ha immediatamente abbandonata. Maigret, inoltre, verifica che alcune testimonianze contro i Peeters, raccolte dall'ispettore incaricato del commissariato di Nancy, tale Machère, si rivelano di dubbia fondatezza.
Tra queste, cruciale è la testimonianza di un marinaio pregiudicato che afferma di aver visto di notte i Peeters gettare nella Mosa/Meuse un oggetto ingombrante. In effetti è nel fiume che viene ripescata la giovane, morta con il cranio sfondato a colpi di martello. Ma è nella barca del marinaio che Maigret ritrova sia l'arma del delitto sia il cappotto della vittima. Nonostante ciò, Maigret non arresta il marinaio e quando costui fugge verso il Belgio, non se ne preoccupa. I sospetti di Machère si concentrano sul fuggiasco, mentre Maigret comprende che il dramma si è svolto all'interno della famiglia Peeters e che Anna ne è stata la protagonista. Tra fratello e sorella si è svolto un tragico gioco di ruoli: Joseph ha recitato quel che Anna voleva sentire, cioè che si sarebbe suicidato se avesse dovuto sposare Germaine invece di Marguerite (verso la quale in realtà non ha sentimenti particolarmente chiari). Anna, a sua volta, premedita l'omicidio proprio per assicurare la felicità di Joseph.
Prima di ripartire, Maigret riesce a far confessare Anna: è lei che ha ucciso Germaine, nascondendo prima il corpo nella cisterna e poi gettandolo, dopo tre giorni, nella Mosa/Meuse in piena. Il resto della famiglia, benché non esplicitamente al corrente dell'accaduto, ha collaborato obbedendo alle richieste via via avanzate da Anna. Tutti hanno cominciato a sospettare, ma nessuno ha voluto sapere di più. Solo Joseph ne è venuto a conoscenza, per l'impossibilità fisica di Anna di completare il progetto delittuoso da sola. Il marinaio pregiudicato aveva venduto al migliore offerente la sua testimonianza. Prima aveva ricevuto da Gérard Piedboeuf 2000 franchi, poi, vendendo il proprio silenzio ai Peeters, era fuggito per attirare i sospetti su di lui e scongiurare il pericolo su di loro. Maigret, non seguendo l'inchiesta a titolo ufficiale, non arresta Anna, che comunque non mostra alcun segno di rimorso per il gesto.
Alcuni anni dopo, Maigret incontrerà nuovamente Anna a Parigi. Dopo l'affare ha lasciato per sempre Givet e la sua famiglia. Ma è consapevole che il suo gesto invece di assicurare la felicità del fratello e della famiglia, ne ha determinato l'infelicità. Maria è morta qualche tempo prima di prendere i voti monacali. Joseph è sposato, ma anche alcolizzato. La brillante carriera di avvocato che tutti si attendevano da lui non è mai partita e Joseph ha rivelato tutta la sua mediocrità.

## Adattamenti

### Televisione
- Episodio dal titolo The Flemish Shop, facente parte della serie televisiva Maigret per la regia di Eric Tayler, trasmesso per la prima volta sulla BBC il 5 novembre 1963, con Rupert Davies nel ruolo del commissario Maigret.
- Episodio dal titolo Maigret chez les Flamands, facente parte della serie televisiva Les enquêtes du commissaire Maigret per la regia di Jean-Paul Sassy, trasmesso per la prima volta su Antenne 2 il 16 ottobre 1976, con Jean Richard nel ruolo del commissario Maigret.
- Episodio dal titolo Maigret chez les Flamands, facente parte della serie televisiva Il commissario Maigret per la regia di Serge Leroy, trasmesso per la prima volta il 5 gennaio 1992, con Bruno Cremer nel ruolo del commissario Maigret.

## Edizioni italiane
- La casa dei Fiamminghi, traduzione di Marise Ferro, Collana I libri neri. I romanzi polizieschi di Georges Simenon n.9, Milano, Arnoldo Mondadori Editore, 1933. - Collana Gialli Economici n.33, Mondadori, 1935.
- Maigret nella casa dei fiamminghi, traduzione di Elena Cantini, Collana Le inchieste del commissario Maigret n.5, Milano, Mondadori, 1966. - Collana Oscar n.782, Mondadori, 1977.
- Maigret e la casa dei fiamminghi, traduzione di Donatella Zazzi, Collana Oscar n.2121, Milano, Mondadori, 1989.
- La casa dei fiamminghi, traduzione di Germana Cantoni De Rossi, Collana gli Adelphi - Le inchieste di Maigret n.104, Milano, Adelphi, 1996, ISBN 978-88-459-1267-2.